# Kometa:film
KOMETA:FILM s podtitulem Z nebe do pekla a zpět je filmový sportovní dokument natočený v roce 2018 poté, co hokejový klub HC Kometa Brno získal v hokejové extralize svůj 12. a další rok 13. mistrovský titul a stal se tak co do počtu získaných titulů historicky nejúspěšnějším hokejovým týmem v České republice.

## Obsah
Dokument je vystavěn na zlomových skutečnostech z historie klubu, které nemají daleko k dramatu – násilný vznik klubu v roce 1953 způsobil zánik dvou jiných klubů, hvězdná kariéra přinesla v téměř nepřerušené řadě 11 mistrovských titulů, ekonomický pád a téměř úplný zánik klubu, sportovní pád do třetí nejvyšší soutěže, návrat do extraligy a vybojování dalšího titulu a jeho obhájení. Dokument se věnuje okolnostem příchodu nového majitele Libora Zábranského, který způsobil faktickou i ekonomickou záchranu klubu. Jeho pozdější role hlavního kouče se podepsala na zisku 12. a 13. titulu.
V dokumentu vystupují pamětníci, kteří byli jako tehdejší hokejisté oběťmi likvidace dvou klubů, jejichž spojením vznikl základ tehdejšího mužstva, hráči z hvězdného období 50. let, ale i ti, kteří popisují následné období herního úpadku. Režisér se podrobně věnuje veřejně dosud neznámým okolnostem záchrany klubu, soudním sporům a politickým tlakům, které vyústily v jeho převzetí bývalým hokejovým obráncem Liborem Zábranským. Současní špičkoví hráči hovoří o nutnosti výchovy malých hráčů a o svých motivacích hrát hokej jak v době, kdy byli malými chlapci, tak v současnosti. Vyvrcholením dokumentu je emotivně vystavěná cesta za 12. titulem a za jeho obhájením. Spojujícími liniemi jsou rozhovory s hokejovým historikem Tomášem Kučerou a šéfkomentátorem České televize Robertem Zárubou.
Dokument obsahuje velké množství filmových archivů, a to jak z 50. let, tak ze všech popisovaných období. Emotivní část filmu popisující návrat mezi sportovní elitu je sestříhána ze záběrů z televizních přenosů a doruchována ve zvukovém systému 5.1.

## Premiéra a distribuce
Film měl premiéru 28. února 2019 v brněnském univerzitním kině Scala a byl distribuován do kin především na jižní Moravě. Producent vyrobil i televizní verzi filmu, která je z důvodu standardní délky pro pořad do hodinového vysílacího schématu zkrácena na 51 minut. Držitelem licence pro TV šíření této zkrácené verze je Česká televize. Při krácení filmu byly vyňaty především pasáže, které kriticky popisují nátlakové jednání některých osob i ze sféry komunální politiky v době převzetí klubu současným majitelem a také některé kontroverzní kroky v průběhu soutěže o postup do extraligy ze strany jiného týmu. Vysílatel se nechtěl odvysíláním těchto pasáží dopustit porušení zákona ve smyslu nevyvážené publicistiky a zpravodajství (v dokumentu nezaznívají názory druhé strany, protože záměr autorů nebyl vytvořit publicistické dílo).

## Bonusy
Při distribuci filmu v kinech je jeho součástí vždy bonusový materiál. Jde o 3-5minutové sestřihy nepoužitého materiálu z natočených rozhovorů. Projekce bonusů není zcela standardní tím, že diváci dopředu nevědí, která skupina bonusů (zpravidla tři bonusy) jim bude promítnuta. Bonusů je celkem 13. I s povinnou krátkou přestávkou po filmu je tedy doba projekce v kině asi 1 hodina a 20 minut. Televizní verze bonusy neobsahuje.

## DVD
V květnu 2019 byl film vydán na DVD se všemi bonusy. Nosič obsahuje i bonusy, které nebylo možné zhlédnout v kinodistribuci a také Film o filmu. Samotný film je doplněn volitelnými titulky pro neslyšící, nebo titulky v angličtině. Přebal nosiče obsahuje malou knížku mj. s fotografiemi nejznámějších osobností hokejového klubu s a citacemi toho, co v dokumentu z jejich úst zaznělo. Vydavatelem a distributorem DVD je hokejový klub.